# El oro del depredador
El oro del depredador es el segundo libro de la serie fantástica de Máquinas mortales, escrito por Philip Reeve y publicado en 2003.

## Personajes
- Hester Shaw
- Tom Natsworthy
- Freya Rasmussen
- Nimrod Pennyroyal
- Anna Fang
- Piotr Masgard